# Parque Linear da Ribeira das Jardas
O Parque Linear da Ribeira das Jardas é um projeto integrado no Programa Polis do Cacém.
Consiste num Corredor Verde, de aproximadamente 4 hectares, que se estende desde a entrada da cidade, via IC 19, até ao já existente Parque Urbano de Agualva Cacém, ao longo da Ribeira das Jardas.
Atualmente, o parque desempenha um importante papel de centralidade na cidade de Agualva Cacém, conferindo não só uma nova organização do espaço público, bem como disponibilizando aos habitantes locais, áreas extensas de lazer e vários equipamentos públicos (circuitos de condição fisíca, etc...). Desempenha ainda um papel fulcral no controlo de cheias, bem como na recuperação de habitats ripícolas.